# Vuelta a España 2022/20. Etappe
Die 20. Etappe der Vuelta a España 2022 fand am 10. September 2022 statt und wurde in den Bergen nördlich von Madrid ausgetragen. Die Strecke führte von Moralzarzal über 181 Kilometer auf den Puerto de Navacerrada. Dabei mussten fünf Anstiege bewältigt werden. Obwohl der Puerto de Navacerrada auf einer Höhe von 1856 Metern liegt, handelte es sich um keine Bergankunft. Nach der Zielankunft hatten die Fahrer insgesamt 3184,3 Kilometer absolviert, was 97 % der Gesamtdistanz der 77. Austragung des spanischen Etappenrennens entsprach.

## Streckenführung
Nach dem Start in Moralzarzal ging es für rund 23 Kilometer leicht ansteigend über Guadarrama nach Navacerrada. Im Anschluss folgte die Auffahrt auf den Puerto de Navacerrada (1859 m), der auf seiner Länge von 10,3 Kilometern eine durchschnittliche Steigung von 6,8 % aufwies und als Bergwertung der 1. Kategorie klassifiziert war. Nachdem die Kuppe bei Kilometer 34 passiert wurde, folgte eine Abfahrt in Richtung Norden nach San Ildefonso. Die nächsten 40 Kilometer verliefen auf flachen Straßen über Torrecaballeros und Collado Hermoso. In Navafría begann die zweite Steigung des Tages bei Kilometer 83, die auf den Puerto de Navafría (1773 m) führte. Dieser Anstieg war als Bergwertung der 2. Kategorie klassifiziert und wies auf seiner Länge von 10,3 Kilometern eine Durchschnittssteigung von 5,4 % auf. Die anschließende Abfahrt führte über Lozoya und vorbei am Embalse de Pinilla nach Canencia, wo der nächste Anstieg in Angriff genommen wurde. Dieser führte auf den Puerto de Canencia (1524 m), der nach 126,8 Kilometern passiert wurde und ebenfalls als Anstieg der 2. Kategorie klassifiziert war. Mit seiner Länge von 7,5 Kilometern bei einer Durchschnittssteigung von 4,9 % war er jedoch eher als moderat einzustufen. Nach der Kuppe ging es bergab nach Miraflores de la Sierra, wo es direkt in den nächsten Anstieg ging. Dieser führte auf den Puerto de la Morcuera (1796 m), der als Bergwertung der 1. Kategorie klassifiziert war. Mit einer durchschnittlichen Steigung von 6,9 % auf seiner Länge von 9,4 Kilometern, war dieser Pass schwieriger als die vorherigen. Den höchsten Kilometerschnitt erreichte der Anstieg auf dem letzten Kilometer mit 9,6 %. Die Kuppe, auf der neben den Punkten im Kampf um die Bergwertung auch Bonussekunden vergeben wurden, wurde 37,3 Kilometer vor dem Ziel überquert. Im Anschluss ging es bergab nach Rascafría, wo ein Zwischensprint 22,2 Kilometer vor dem Ziel ausgefahren wurde, ehe es in den Schlussanstieg ging.
Der letzte Anstieg führte auf den 1.-Kategorie-Anstieg des Puerto de Cotos (1832 m). Dieser wies auf seiner Länge von 10,3 Kilometern eine Durchschnittssteigung von 6,9 % auf. Auf der zweiten Hälfte des Passes nahm die Steigung etwas zu. Nachdem die Bergwertung passiert wurde, führten die letzten 6,7 Kilometer auf einem flachen Plateau zum Ziel auf dem Puerto de Navacerrada (1856 m).
|                            | Ort                   | Kilometer | Länge (km) | Höhe (m) | Ø Steigung |
| -------------------------- | --------------------- | --------- | ---------- | -------- | ---------- |
| Start                      | Moralzarzal           | 0         |            |          |            |
| Bergwertung (1. Kategorie) | Puerto de Navacerrada | 34,0      | 10,3       | 1859     | 6,8 %      |
| Bergwertung (2. Kategorie) | Puerto de Navafría    | 92,8      | 10,3       | 1773     | 5,4 %      |
| Bergwertung (2. Kategorie) | Puerto de Canencia    | 126,8     | 07,5       | 1524     | 4,9 %      |
| Bergwertung (1. Kategorie) | Puerto de la Morcuera | 143,7     | 09,4       | 1796     | 6,9 %      |
| Bonussprint                | Puerto de la Morcuera | 143,7     |            |          |            |
| Zwischensprint             | Rascafría             | 158,8     |            |          |            |
| Bergwertung (1. Kategorie) | Puerto de Cotos       | 174,3     | 10,3       | 1832     | 6,9 %      |
| Ziel                       | Puerto de Navacerrada | 181,0     |            |          |            |

## Rennverlauf und Ergebnisse
Unmittelbar nach dem Start kam es zu den ersten Angriffen im Hauptfeld. Diese zogen sich bis in den ersten Anstieg des Tages, wodurch die Rennsituation in der Anfangsphase unübersichtlich war. Bereits nach rund 31 Kilometern hatte der Gesamtfünfte Carlos Rodríguez (Ineos Grenadiers) Schwierigkeiten, dem Hauptfeld im Anstieg des Puerto de Navacerrada (1859 m) zu folgen und musste das Peloton ziehen lassen. Als erstes auf der Passhöhe kamen Robert Stannard, Xandro Meurisse (beide Alpecin-Deceuninck), Rubén Fernández (Cofidis), Daniel Navarro (Burgos-BH) und Simon Guglielmi (Arkéa-Samsic) an und sicherten sich die Punkte im Kampf um die Bergwertung. Da Robert Stannard nun in der Bergwertung auf den zweiten Gesamtrang vorgerückt war und eine Gefahr für den Träger des gepunkteten Trikots, Richard Carapaz (Ineos Grenadiers), darstellte, griff der Ecuadorianer selbst an versuchte mit anderen Fahrern zu der Spitzengruppe aufzuschließen. In der Abfahrt des Puerto de Navacerrada formierten sich anschließend drei Gruppen. Marc Soler (UAE Team Emirates) stieß zu der Spitzengruppe hinzu, in der sich nun sechs Fahrer befanden. Dahinter folgte eine 20 Fahrer umfassende Verfolgergruppe, in der Louis Meintjes (Intermarché-Wanty-Gobert Matériaux), Jan Polanc (UAE Team Emirates), Alejandro Valverde, Gregor Mühlberger (beide Movistar), Richard Carapaz (Ineos Grenadiers), Thibaut Pinot, Sébastien Reichenbach (beide Groupama-FDJ), Gino Mäder (Bahrain Victorious), David de la Cruz, Vincenzo Nibali (beide Astana Qazaqstan), Hugh Carthy (EF Education-EasyPost), Sergio Higuita (Bora-hansgrohe), Mikel Bizkarra, Joan Bou (Euskaltel-Euskadi), Clément Champoussin (AG2R Citroën), Robert Gesink, Rohan Dennis (beide Jumbo-Visma), Raúl García Pierna, Urko Berrade (beide Kern Pharma) und Jesús Herrada (Cofidis) vertreten waren (geordnet nach dem bestplatzierten Fahrer eines Teams in der Gesamtwertung). Dahinter führte das Quick-Step Alpha Vinyl Team das Hauptfeld an, zu dem Carlos Rodríguez wieder aufschließen hatte können.
In der Ebene zwischen dem Puerto de Navacerrada und dem Puerto de Navafría (1773 m) lösten sich Marc Soler und Robert Stannard von ihren Fluchtgefährten und führten das Rennen rund 112 Kilometer vor dem Ziel zu zweit an. Die abgehängten Fahrer wurden wenig später von der Verfolgergruppe eingeholt, in der sich nun 24 Fahrer befanden. Im Anstieg des Puerto de Navafría attackierten Thibaut Pinot, Gino Mäder und Gregor Mühlberger und versuchten gemeinsam den Rückstand von rund einer Minute auf die beiden Spitzenreiter zu schließen. Dies gelang ihnen nach der anschließenden Abfahrt rund 70 Kilometer vor dem Ziel. Die meisten Punkte auf der Passhöhe sicherte sich Robert Stannard, der somit nur noch 14 Punkte hinter Richard Carapaz im Kampf um das gepunktete Trikot lag. Im nächsten Anstieg, dem Puerto de Canencia (1524 m), reagierte nun der Führende in der Bergwertung und schloss gemeinsam mit Alejandro Valverde und Sergio Higuita ebenfalls zur Spitzengruppe auf. Noch vor der Passhöhe, kamen jedoch noch weitere Fahrer der Verfolgergruppe hinzu, sodass die Spitzengruppe auf insgesamt 24 Fahrer anwuchs. Im Kampf um die Bergpunkte setzte sich Rohan Dennis vor Richard Carapaz und Sébastien Reichenbach durch, während Robert Stannard diesmal leer ausging. Im Hauptfeld übernahm die Mannschaft Bora-hansgrohe das Tempo um den zehnten Gesamtrang von Jai Hindley gegenüber den Fahrern in der Spitzengruppe abzusichern. Dies führte dazu, dass der Vorsprung der Spitzengruppe von fünf Minuten auf unter drei Minuten sank.
Rund 48 Kilometer vor dem Ziel wurde mit dem Puerto de la Morcuera (1796 m) der vorletzte Anstieg des Tages in Angriff genommen. In der Spitzengruppe setzten sich Louis Meintjes, Richard Carapaz und Sergio Higuita von der Spitzengruppe ab und erreichten als erstes die Passhöhe. Bei der Bergwertung sicherte sich Richard Carapaz zehn Punkte und war damit rein rechnerisch im Kampf um das gepunktete Trikot nicht mehr einzuholen. Im Hauptfeld bereitete unterdessen die Mannschaft des Gesamtzweiten Enric Mas (Movistar) einen Angriff vor um den mittlerweile isolierten Remco Evenepoel (Quick-Step Alpha Vinyl) zu distanzieren. Carlos Rodríguez konnte dem hohen Tempo erneut nicht folgen und fiel rund 41 Kilometer vor dem Ziel zurück. Die anschließende Attacke von Enric Mas konnte den Gesamtführenden jedoch in keine Schwierigkeiten bringen und so überquerten die beiden gemeinsam mit Juan Ayuso, João Almeida (beide UAE Team Emirates), Miguel Ángel López (Astana Qazaqstan) und Thymen Arensman (DSM), sowie Jan Polanc, der aus der Verfolgergruppe zurückgefallen war die Passhöhe. Nach der Abfahrt wurde das Tempo in der Gruppe jedoch wieder gedrosselt, sodass weitere Gesamtklassement-Fahrer wie Ben O’Connor (AG2R Citroën) und Carlos Rodríguez wieder aufschließen konnten.
Unterdessen behaupteten Louis Meintjes, Richard Carapaz und Sergio Higuita ihren Vorsprung gegenüber der Verfolgergruppe und fuhren mit einem Vorsprung von rund 40 Sekunden in den letzten Anstieg des Tages, den Puerto de Cotos (1832 m). Der Abstand auf die Gruppe der Gesamtklassement-Fahrer war jedoch auf eineinhalb Minuten geschmolzen und das UAE Team Emirates erhöhte das Tempo erneut, um einen möglichen Etappensieg für Juan Ayuso vorzubereiten. Richard Carapaz griff 16 Kilometer vor dem Ziel an konnte sich zunächst aber nur von Louis Meitjens trennen. Kurz vor der Passhöhe distanzierte er auch Sergio Higuita und überquerte den Puerto de Cotos mit einem Vorsprung von rund 20 Sekunden auf die Gruppe der Gesamtklassement-Fahrer, die Sergio Higuita kurz nach der Kuppe einholten. Richard Carapaz verteidigte seinen geringen Vorsprung und rettete sich acht Sekunden vor dem herannahenden Thymen Arensman ins Ziel, der vier Kilometer vor Ziel allein die Verfolgung aufgenommen hatte. Remco Evenepoel, Enric Mas, Juan Ayuso und Miguel Ángel López erreichten das Ziel in der gleichen Gruppe, womit die Positionen im Gesamtklassement vergeben waren. Carlos Rodríguez verlor im Schlussanstieg erneut den Kontakt zu der Favoritengruppe und verlor eine Minute und 23 Sekunden auf den Tagessieger, womit er in der Gesamtwertung hinter João Almeida und Thymen Arensman auf Rang sieben zurückfiel. Neben seinem dritten Etappensieg fixierte Richard Carapaz auch den Sieg in der Bergwertung. Mads Pedersen (Trek-Segafredo) erreichte das Ziel im vorgegebenen Zeitlimit und sicherte sich somit den Sieg in der Punktewertung.
| \| Etappenergebnis \| Etappenergebnis \| Etappenergebnis \| Etappenergebnis \| Etappenergebnis \| \| Fahrer \| Fahrer \| Land \| Team \| Zeit \| \| --------------- \| ------------------ \| --------------- \| ---------------------------------- \| --------------- \| \| 1. \| Richard Carapaz \| Ecuador \| Ineos Grenadiers \| 4 h 41 min 34 s \| \| 2. \| Thymen Arensman \| Niederlande \| Team DSM \| + 8 s \| \| 3. \| Juan Ayuso \| Spanien \| UAE Team Emirates \| + 13 s \| \| 4. \| Jai Hindley \| Australien \| Bora-Hansgrohe \| + 13 s \| \| 5. \| Enric Mas \| Spanien \| Movistar Team \| + 13 s \| \| 6. \| Remco Evenepoel \| Belgien \| Quick-Step Alpha Vinyl \| + 15 s \| \| 7. \| Louis Meintjes \| Südarfika \| Intermarché-Wanty-Gobert Matériaux \| + 15 s \| \| 8. \| Miguel Ángel López \| Kolumbien \| Astana Qazaqstan Team \| + 15 s \| \| 9. \| João Almeida \| Portugal \| UAE Team Emirates \| + 17 s \| \| 10. \| Sergio Higuita \| Kolumbien \| Bora-Hansgrohe \| + 32 s \| |                    |             |                                    |                 |
| |                    |             |                                    |                 |
| Quelle: ProCyclingStats |                    |             |                                    |                 |
| Etappenergebnis |                    |             |                                    |                 |
| Fahrer | Fahrer             | Land        | Team                               | Zeit            |
| 1. | Richard Carapaz    | Ecuador     | Ineos Grenadiers                   | 4 h 41 min 34 s |
| 2. | Thymen Arensman    | Niederlande | Team DSM                           | + 8 s           |
| 3. | Juan Ayuso         | Spanien     | UAE Team Emirates                  | + 13 s          |
| 4. | Jai Hindley        | Australien  | Bora-Hansgrohe                     | + 13 s          |
| 5. | Enric Mas          | Spanien     | Movistar Team                      | + 13 s          |
| 6. | Remco Evenepoel    | Belgien     | Quick-Step Alpha Vinyl             | + 15 s          |
| 7. | Louis Meintjes     | Südarfika   | Intermarché-Wanty-Gobert Matériaux | + 15 s          |
| 8. | Miguel Ángel López | Kolumbien   | Astana Qazaqstan Team              | + 15 s          |
| 9. | João Almeida       | Portugal    | UAE Team Emirates                  | + 17 s          |
| 10. | Sergio Higuita     | Kolumbien   | Bora-Hansgrohe                     | + 32 s          |

## Gesamtstände
| \| Gesamtwertung \| Gesamtwertung \| Gesamtwertung \| Gesamtwertung \| Gesamtwertung \| \| Fahrer \| Fahrer \| Land \| Team \| Zeit \| \| ------------- \| ------------------ \| ------------- \| ---------------------- \| ---------------- \| \| 1. \| Remco Evenepoel \| Belgien \| Quick-Step Alpha Vinyl \| 78 h 00 min 12 s \| \| 2. \| Enric Mas \| Spanien \| Movistar Team \| + 2 min 05 s \| \| 3. \| Juan Ayuso \| Spanien \| UAE Team Emirates \| + 5 min 08 s \| \| 4. \| Miguel Ángel López \| Kolumbien \| Astana Qazaqstan Team \| + 5 min 56 s \| \| 5. \| João Almeida \| Portugal \| UAE Team Emirates \| + 7 min 16 s \| \| 6. \| Thymen Arensman \| Niederlande \| Team DSM \| + 7 min 56 s \| \| 7. \| Carlos Rodríguez \| Spanien \| Ineos Grenadiers \| + 7 min 57 s \| \| 8. \| Ben O’Connor \| Australien \| AG2R Citroën Team \| + 10 min 30 s \| \| 9. \| Rigoberto Urán \| Kolumbien \| EF Education-EasyPost \| + 11 min 04 s \| \| 10. \| Jai Hindley \| Australien \| Bora-Hansgrohe \| + 12 min 01 s \| |                    |             |                        |                  |
| |                    |             |                        |                  |
| Quelle: ProCyclingStats |                    |             |                        |                  |
| Gesamtwertung |                    |             |                        |                  |
| Fahrer | Fahrer             | Land        | Team                   | Zeit             |
| 1. | Remco Evenepoel    | Belgien     | Quick-Step Alpha Vinyl | 78 h 00 min 12 s |
| 2. | Enric Mas          | Spanien     | Movistar Team          | + 2 min 05 s     |
| 3. | Juan Ayuso         | Spanien     | UAE Team Emirates      | + 5 min 08 s     |
| 4. | Miguel Ángel López | Kolumbien   | Astana Qazaqstan Team  | + 5 min 56 s     |
| 5. | João Almeida       | Portugal    | UAE Team Emirates      | + 7 min 16 s     |
| 6. | Thymen Arensman    | Niederlande | Team DSM               | + 7 min 56 s     |
| 7. | Carlos Rodríguez   | Spanien     | Ineos Grenadiers       | + 7 min 57 s     |
| 8. | Ben O’Connor       | Australien  | AG2R Citroën Team      | + 10 min 30 s    |
| 9. | Rigoberto Urán     | Kolumbien   | EF Education-EasyPost  | + 11 min 04 s    |
| 10. | Jai Hindley        | Australien  | Bora-Hansgrohe         | + 12 min 01 s    |

| Punktewertung | Punktewertung    | Punktewertung          | Punktewertung          | Punktewertung |
| Fahrer        | Fahrer           | Land                   | Team                   | Punkte        |
| ------------- | ---------------- | ---------------------- | ---------------------- | ------------- |
| 1.            | Mads Pedersen    | Dänemark               | Trek-Segafredo         | 379 P.        |
| 2.            | Fred Wright      | Vereinigtes Königreich | Bahrain Victorious     | 174 P.        |
| 3.            | Remco Evenepoel  | Belgien                | Quick-Step Alpha Vinyl | 133 P.        |
| 4.            | Marc Soler       | Spanien                | UAE Team Emirates      | 133 P.        |
| 5.            | Enric Mas        | Spanien                | Movistar Team          | 118 P.        |
| 6.            | Danny van Poppel | Niederlande            | Bora-Hansgrohe         | 92 P.         |
| 7.            | Richard Carapaz  | Ecuador                | Ineos Grenadiers       | 90 P.         |
| 8.            | Pascal Ackermann | Deutschland            | UAE Team Emirates      | 86 P.         |
| 9.            | Ander Okamika    | Spanien                | Burgos-BH              | 67 P.         |
| 10.           | Juan Ayuso       | Spanien                | UAE Team Emirates      | 67 P.         |

| Bergwertung | Bergwertung        | Bergwertung | Bergwertung            | Bergwertung |
| Fahrer      | Fahrer             | Land        | Team                   | Punkte      |
| ----------- | ------------------ | ----------- | ---------------------- | ----------- |
| 1.          | Richard Carapaz    | Ecuador     | Ineos Grenadiers       | 73 P.       |
| 2.          | Robert Stannard    | Australien  | Alpecin-Deceuninck     | 36 P.       |
| 3.          | Enric Mas          | Spanien     | Movistar Team          | 28 P.       |
| 4.          | Thymen Arensman    | Niederlande | Team DSM               | 23 P.       |
| 5.          | Remco Evenepoel    | Belgien     | Quick-Step Alpha Vinyl | 23 P.       |
| 6.          | Marc Soler         | Spanien     | UAE Team Emirates      | 23 P.       |
| 7.          | Sergio Higuita     | Kolumbien   | Bora-Hansgrohe         | 18 P.       |
| 8.          | Miguel Ángel López | Kolumbien   | Astana Qazaqstan Team  | 17 P.       |
| 9.          | Jimmy Janssens     | Belgien     | Alpecin-Deceuninck     | 17 P.       |
| 10.         | Rubén Fernández    | Spanien     | Cofidis                | 15 P.       |

| Nachwuchswertung | Nachwuchswertung    | Nachwuchswertung | Nachwuchswertung       | Nachwuchswertung  |
| Fahrer           | Fahrer              | Land             | Team                   | Zeit              |
| ---------------- | ------------------- | ---------------- | ---------------------- | ----------------- |
| 1.               | Remco Evenepoel     | Belgien          | Quick-Step Alpha Vinyl | 78 h 00 min 12 s  |
| 2.               | Juan Ayuso          | Spanien          | UAE Team Emirates      | + 5 min 08 s      |
| 3.               | João Almeida        | Portugal         | UAE Team Emirates      | + 7 min 16 s      |
| 4.               | Thymen Arensman     | Niederlande      | Team DSM               | + 7 min 56 s      |
| 5.               | Carlos Rodríguez    | Spanien          | Ineos Grenadiers       | + 7 min 57 s      |
| 6.               | Gino Mäder          | Schweiz          | Bahrain Victorious     | + 51 min 53 s     |
| 7.               | Sergio Higuita      | Kolumbien        | Bora-Hansgrohe         | + 1 h 00 min 51 s |
| 8.               | José Félix Parra    | Spanien          | Equipo Kern Pharma     | + 1 h 04 min 50 s |
| 9.               | Clément Champoussin | Frankreich       | AG2R Citroën Team      | + 1 h 24 min 27 s |
| 10.              | Edoardo Zambanini   | Italien          | Bahrain Victorious     | + 1 h 31 min 51 s |

| Mannschaftswertung | Mannschaftswertung     | Mannschaftswertung           | Mannschaftswertung |
| Team               | Team                   | Land                         | Zeit               |
| ------------------ | ---------------------- | ---------------------------- | ------------------ |
| 1.                 | UAE Team Emirates      | Vereinigte Arabische Emirate | 233 h 16 min 44 s  |
| 2.                 | Ineos Grenadiers       | Vereinigtes Königreich       | + 55 min 13 s      |
| 3.                 | Movistar Team          | Spanien                      | + 1 h 16 min 41 s  |
| 4.                 | Bahrain Victorious     | Bahrain                      | + 1 h 17 min 36 s  |
| 5.                 | Astana Qazaqstan Team  | Kasachstan                   | + 1 h 33 min 56 s  |
| 6.                 | Bora-Hansgrohe         | Deutschland                  | + 1 h 37 min 58 s  |
| 7.                 | Jumbo-Visma            | Niederlande                  | + 2 h 11 min 40 s  |
| 8.                 | EF Education-EasyPost  | Vereinigte Staaten           | + 2 h 25 min 25 s  |
| 9.                 | Groupama-FDJ           | Frankreich                   | + 2 h 33 min 26 s  |
| 10.                | Quick-Step Alpha Vinyl | Belgien                      | + 2 h 46 min 36 s  |